# داركلا (بايين خيابان ليتكوة)
دارکلا (بالفارسية: دارکلا) هي قرية تقع في إيران في قسم بایین خیابان لیتکوة الريفي. يقدر عدد سكانها بـ 586 نسمة بحسب إحصاء 2016.